# Vinets
Vinets ist eine französische Gemeinde mit 187 Einwohnern (Stand: 1. Januar 2022) im Département Aube in der Region Grand Est; sie gehört zum Arrondissement Troyes und zum Kanton Arcis-sur-Aube.

## Geografie
Vinets liegt an der Aube, etwa 28 Kilometer nordnordöstlich von Troyes. Umgeben wird Vinets von den Nachbargemeinden Lhuître im Norden und Nordosten, Isle-Aubigny im Osten und Nordosten, Vaupoisson und Saint-Nabord-sur-Aube im Süden, Torcy-le-Grand im Südwesten sowie Le Chêne im Westen und Nordwesten.

## Bevölkerungsentwicklung
| Jahr                       | 1962 | 1968 | 1975 | 1982 | 1990 | 1999 | 2006 | 2011 | 2018 |
| Einwohner                  | 171  | 179  | 168  | 188  | 181  | 176  | 170  | 183  | 171  |
| Quellen: Cassini und INSEE |      |      |      |      |      |      |      |      |      |

## Sehenswürdigkeiten
- Kirche Saint-Memmie aus dem 16. Jahrhundert

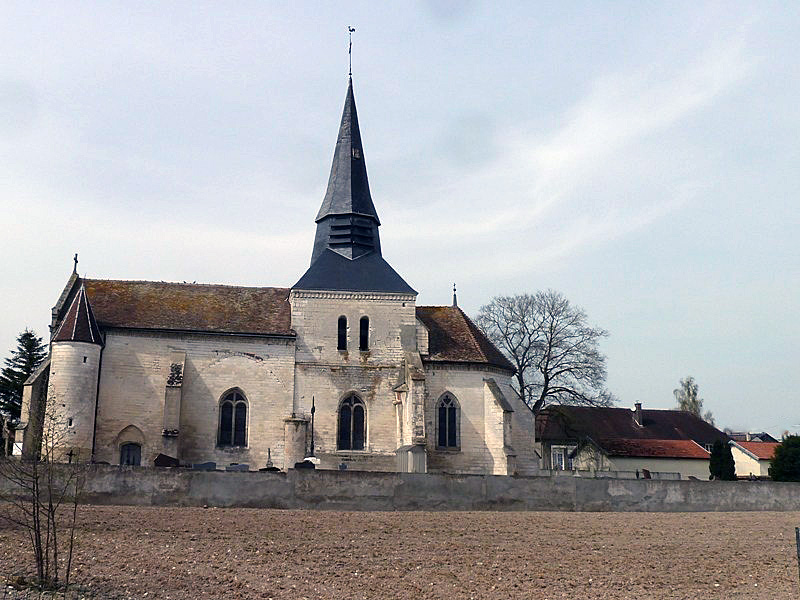
Kirche Saint-Memmie